# Chasmatonotus unimaculatus
Chasmatonotus unimaculatus is een muggensoort uit de familie van de dansmuggen (Chironomidae). De wetenschappelijke naam van de soort is voor het eerst geldig gepubliceerd in 1864 door Loew.